# 船形藩
船形藩（ふながたはん）は、安房国平郡船形村（現在の千葉県館山市船形）を居所として、江戸時代幕末期に短期間存在した藩。1864年、若年寄平岡道弘が加増を受けて立藩。1868年、版籍奉還に先立って管轄地を新政府に引き渡し、自ら廃藩した。

## 歴史
藩主となる平岡道弘は、旗本大番席藤沢次和の子であるが、文政3年（1820年）に西丸小納戸頭平岡道忠の養子となり、文政5年（1822年）に初めて書院番になった。12代将軍徳川家慶、13代将軍徳川家定時代の側衆で南紀派であり、信濃上田藩主松平忠固に与して井伊直弼の大老就任を実現させるなど、多くの役職を務めた。
元治元年（1864年）10月、道弘は加増を受けて1万石の大名に列し、船形藩が立藩した。翌慶応元年（1865年）には船形村で陣屋建設を開始している。
慶応4年/明治元年（1868年）2月、道弘は江戸城を退去する徳川慶喜に随身した。7月には領地を安房上総監察兼知県事柴山文平へと引き渡し、版籍奉還に先立って自ら廃藩とした。その後、道弘は徳川将軍家に従い、静岡藩大参事（家老）となっている。

## 歴代藩主
平岡家
譜代、1万石
1. 道弘（みちひろ）

## 藩庁
陣屋は東北は山が囲み、南に鏡ヶ浦が広がる要害の地で、表門は西に谷束街道に面し、裏門は東に配され、東南に幅6mほどの堀が巡らされていたが、陣屋は未完成のまま荒廃した。大正頃には裏門や獄屋などの遺構があったというが、現在では船形漁港に接する民有地になっており、石垣や堀を残している。移築された陣屋裏門が近くの民家にあったが、現在は取り壊されたため現存しない。

## 幕末の領地
「旧高旧領取調帳」には以下の6,389石分のみ記載されている。
- 安房国
  - 長狭郡のうち - 2村（安房上総知県事を経て花房藩に編入）
  - 平郡のうち - 17村（うち2村を安房上総知県事、6村を西尾藩、3村を安房上総知県事を経て西尾藩、7村を安房上総知県事を経て長尾藩に編入。なお相給が存在するため村数の合計は一致しない）
  - 安房郡のうち - 7村（うち5村を安房上総知県事を経て長尾藩、2村を安房上総知県事を経て館山藩に編入）
- 下総国
  - 香取郡のうち - 1村（安房上総知県事に編入）